# Sergiusz Piasecki
Sergiusz Piasecki (ur. 19 marca?/1 kwietnia 1901 w Lachowiczach, zm. 12 września 1964 w Penley) – polski pisarz pochodzenia białoruskiego, publicysta polityczny, oficer polskiego wywiadu, żołnierz Armii Krajowej.
Pisał głównie o rzeczywistości pogranicza polsko-radzieckiego, tworzył również satyry ośmieszające demokrację ludową.

## Życiorys

### Dzieciństwo i młodość
Był nieślubnym dzieckiem zubożałego i zrusyfikowanego szlachcica Michała Piaseckiego oraz białoruskiej wieśniaczki Kławdii Kułakowicz (pochodzącej z miejscowej schłopiałej szlachty). W dzieciństwie wychowywała go konkubina ojca Filomena Gruszewska, która maltretowała go fizycznie i psychicznie, zaś sam ojciec niewiele się nim interesował. W domu rodzinnym rozmawiano wyłącznie po rosyjsku. Jako kilkunastoletni chłopak trafił do więzienia z powodu bójki w szkole. Uciekł z niego, po czym trafił do Moskwy, gdzie był świadkiem rewolucji październikowej oraz śmierci swoich przyjaciół. Nabrał wtedy odrazy do ideologii bolszewickiej. W trakcie rewolucji przyjechał do Mińska, gdzie związał się z lokalnym światem przestępczym. Kiedy do miasta wkroczyły oddziały białoruskie walczące o istnienie niepodległej Białorusi, Piasecki zaciągnął się do nich. Wkrótce jednak zostały one rozbite, więc przeszedł do polskiej Dywizji Litewsko-Białoruskiej, która w tym czasie zajęła Mińsk, podążając z ofensywą na wschód. Uczestniczył w obronie Warszawy podczas wojny polsko-bolszewickiej. Od 7 kwietnia 1920 do 10 stycznia 1921, jako Białorusin, był uczniem 29. klasy „Zjednoczona polsko-białoruska” Szkoły Podchorążych Piechoty. 12 maja 1921 został zdemobilizowany. Po odejściu z armii został bez perspektyw i środków do życia – nie miał żadnego wykształcenia, a majątek ojca pozostał za granicą. Tułał się po Wileńszczyźnie, imając się najróżniejszych zajęć, m.in.: szulerki, fałszowania czeków, czy uczestnictwa w produkcji pornografii. W 1936 r. ten okres życia opisał w powieści Żywot człowieka rozbrojonego.

### Praca dla wywiadu
W sierpniu 1922 r. został agentem Oddziału II Sztabu Generalnego. Dobra znajomość realiów ziem wschodnich II Rzeczypospolitej, a także języków rosyjskiego i białoruskiego wraz z lokalnymi dialektami uczyniły z niego świetnego wywiadowcę. W pracy po obu stronach granicy przydawała mu się również szaleńcza odwaga, a także spryt nabyty wśród mińskich złodziei. Za granicą obsługiwał wiele placówek wywiadowczych, powierzano mu przekazywanie pieniędzy na działalność agentów na Wschodzie. Praca w wywiadzie była jednak słabo płatna, zajął się więc przemytem przynoszącym mu znacznie większe dochody. Bywało, że w ciągu miesiąca 30 razy nielegalnie przekraczał granicę państwową. Sam podawał, że tylko latem 1925 r. przeszedł ponad 8 tysięcy kilometrów. Za ucieczkę z pułapki zastawionej przez OGPU i uratowanie kolegi, został awansowany do stopnia podporucznika. Utrzymywał kontakty z radzieckimi oficerami i, aby ich pozyskać, często używał kokainy. Zarabiał też na przemycie narkotyków. Popadł w narkomanię, za co został zwolniony ze służby wywiadowczej. Przyczyniły się do tego również konflikty z przełożonymi oraz awanturnicze wyczyny nielicujące z oficerskim stopniem. Ponownie został bez zajęcia. Próbował – bez powodzenia – wstąpić do Legii Cudzoziemskiej.

### Napady i więzienie
Będąc pod wpływem narkotyków, napadł pod Grodnem z rewolwerem na dwóch żydowskich kupców. Później wraz ze wspólnikiem napadł na pasażerów kolejki wąskotorowej. Policja, na podstawie donosu kochanki wspólnika, aresztowała ich w Wilnie, a w 1926 r. sąd skazał na karę śmierci (na Wileńszczyźnie wyroki wydawały wówczas sądy doraźne, stąd wymiar kary). Awanturników uratowała wywiadowcza przeszłość Piaseckiego – prezydent Ignacy Mościcki zamienił wyrok na 15 lat więzienia. Początkowo karę odbywał w Lidzie, później trafił do najsroższego zakładu karnego II Rzeczypospolitej – na Świętym Krzyżu. Był niepokornym więźniem, przez co często zamykano go w izolatce (łącznie spędził w niej 2 lata). Zapadł na gruźlicę.

### Działalność literacka

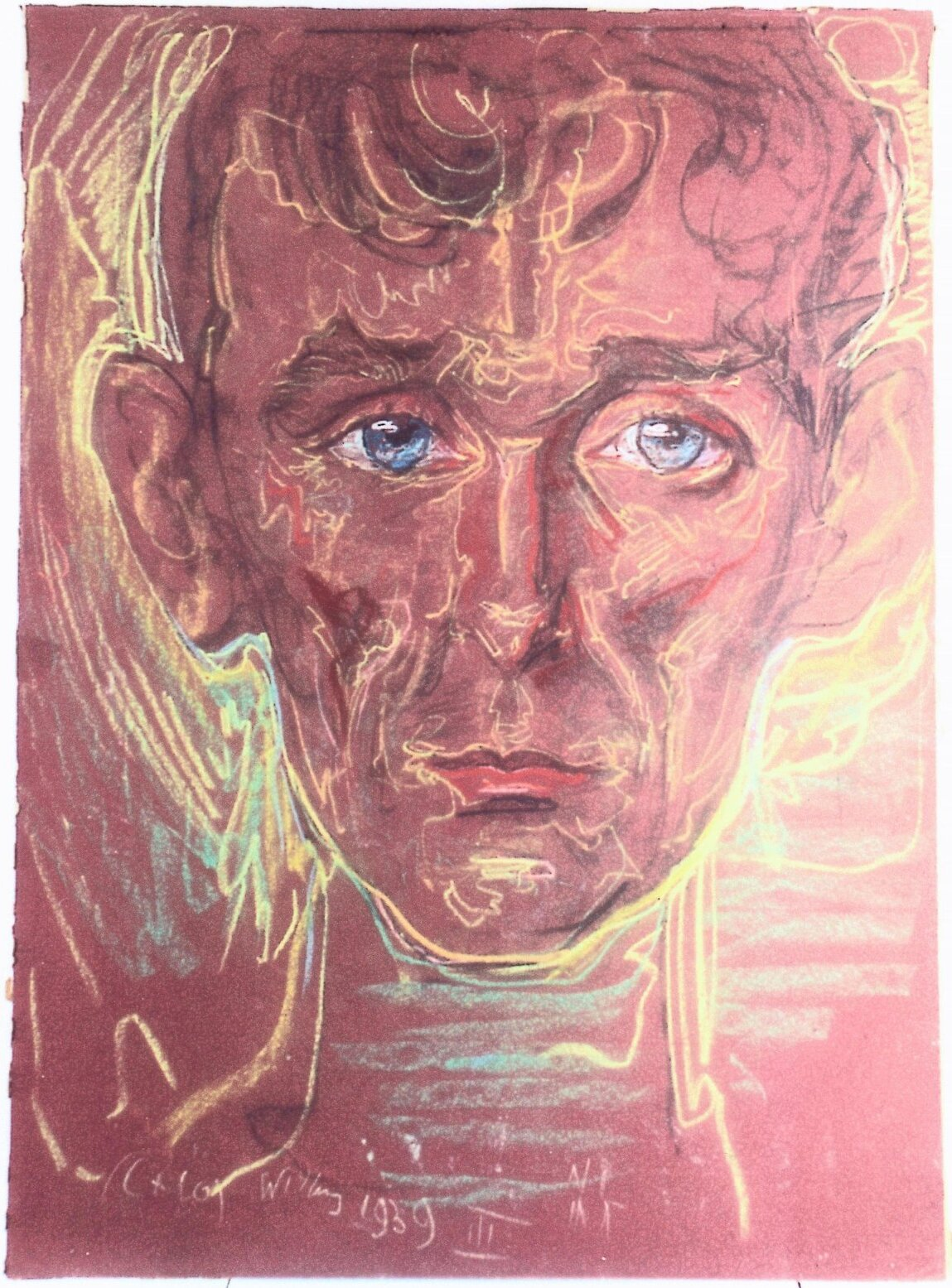
Portret Sergiusza Piaseckiego autorstwa Stanisława Ignacego Witkiewicza

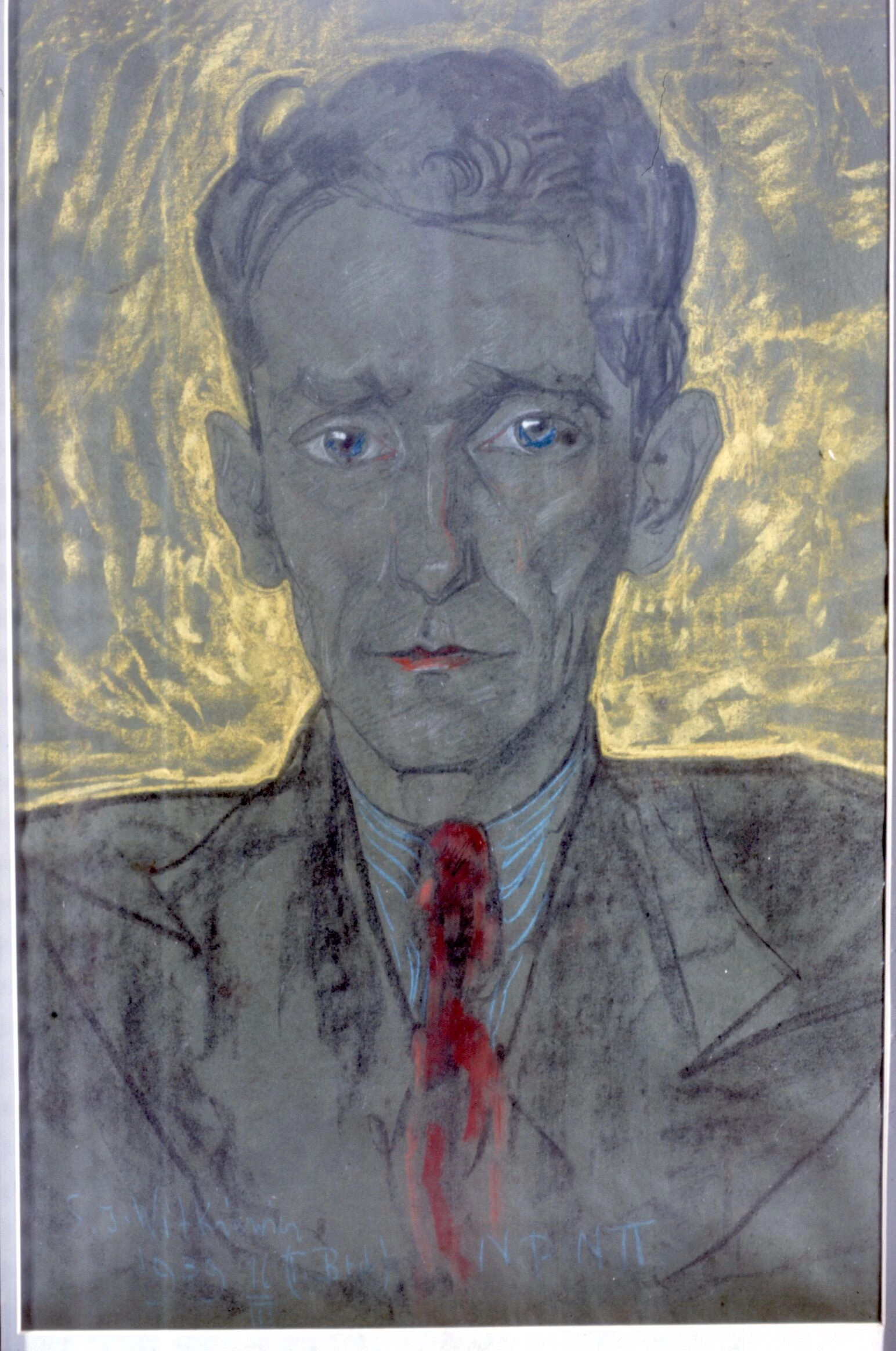
Jeden z portretów Sergiusza Piaseckiego autorstwa S. I. Witkiewicza

W więzieniu czytał Biblię i tygodnik „Wiadomości Literackie”. Dopiero wtedy nauczył się literackiego języka polskiego. Wówczas nastąpił największy przełom jego życia – zauważył ogłoszenie o konkursie literackim. Spowodowało to, że zaczął spisywać swoje dotychczasowe przygody na pograniczu. Pisał w niewielkim brulionie, który zapełniał wielokrotnie, z braku miejsca pisząc poziomo, a następnie pionowo. Pierwsze dwie książki, dotyczące wywiadu, zatrzymała cenzura więzienna. Dopiero trzecia – Kochanek Wielkiej Niedźwiedzicy – mogła wydostać się poza mury zakładu karnego. Zdobyła ona olbrzymią popularność i została przetłumaczona na wiele języków obcych. O uwolnienie Piaseckiego zaczął zabiegać cały panteon polskich pisarzy z Melchiorem Wańkowiczem na czele. W 1937 r. prezydent Ignacy Mościcki ułaskawił pisarza, w lipcu 1937 r. minister sprawiedliwości wydał prokuratorowi sądu apelacyjnego w Wilnie polecenie warunkowego zwolnienia Piaseckiego (wówczas do końca kary pozostawały mu jeszcze 4 lata), który więzienie opuścił 2 sierpnia 1937. Po leczeniu w Zakopanem przeniósł się do majątku Rohotna pod Nowogródkiem. W trakcie pobytu na Podhalu zaprzyjaźnił się ze śmietanką życia towarzyskiego kraju. Jego przyjacielem był m.in. Stanisław Ignacy Witkiewicz, który kilka razy go portretował.

### II wojna światowa
Po wybuchu II wojny światowej do Piaseckiego z prośbą o współpracę zgłosił się wileński oddział Związku Walki Zbrojnej. Zaproponowano mu dowodzenie oddziałem specjalnym do wykonywania wyroków śmierci wydanych przez sąd podziemny. Zgodził się na współpracę, jednak odmówił wygłoszenia przysięgi, tłumacząc się swoim indywidualizmem. Innym powodem odmowy był względnie ugodowy stosunek do Sowietów, prezentowany przez rząd londyński i Komendę Główną Armii Krajowej. Mimo to Piasecki był cennym nabytkiem dla Armii Krajowej. Wiele jego akcji było niezwykle brawurowych. Najsłynniejszą z nich było przeprowadzone osobiście 13 czerwca 1943 włamanie do ochranianego przez Gestapo urzędu. Udało mu się wynieść dokumenty obciążające Zygmunta Andruszkiewicza, wileńskiego działacza Armii Krajowej, którego Niemcy aresztowali kilka dni wcześniej. Wśród wykradzionych papierów znajdowało się też archiwum dokumentujące zbrodnię katyńską, sporządzone przez Józefa Mackiewicza oraz przekazany Andruszkiewiczowi, własnoręcznie podpisany przez Mackiewicza protest przeciwko posądzeniu o kolaborację z „Gońcem Codziennym”, co uchroniło go przed aresztowaniem ze strony Gestapo. Za wyczyn ten Piaseckiego uhonorowano Brązowym Krzyżem Zasługi z Mieczami. Ponadto zorganizował wykonanie wyroku na Czesławie Ancerewiczu, redaktorze gadzinowego „Gońca Codziennego” (razem z Ancerewiczem na karę śmierci został skazany Józef Mackiewicz, także redaktor „Gońca”). Ancerewicz został zastrzelony 16 marca 1943 przez Sergiusza Kościałkowskiego ps. „Fakir”. Później jeszcze raz uratował życie Józefowi Mackiewiczowi, odmawiając wykonania na nim wyroku śmierci. Po wojnie wyrok ten został uchylony, gdyż okazało się, że wydany został bezpodstawnie. W 1942 r. ożenił się z Jadwigą Waszkiewicz, przechodząc wcześniej na katolicyzm. 17 czerwca 1944 urodził im się syn Władysław.

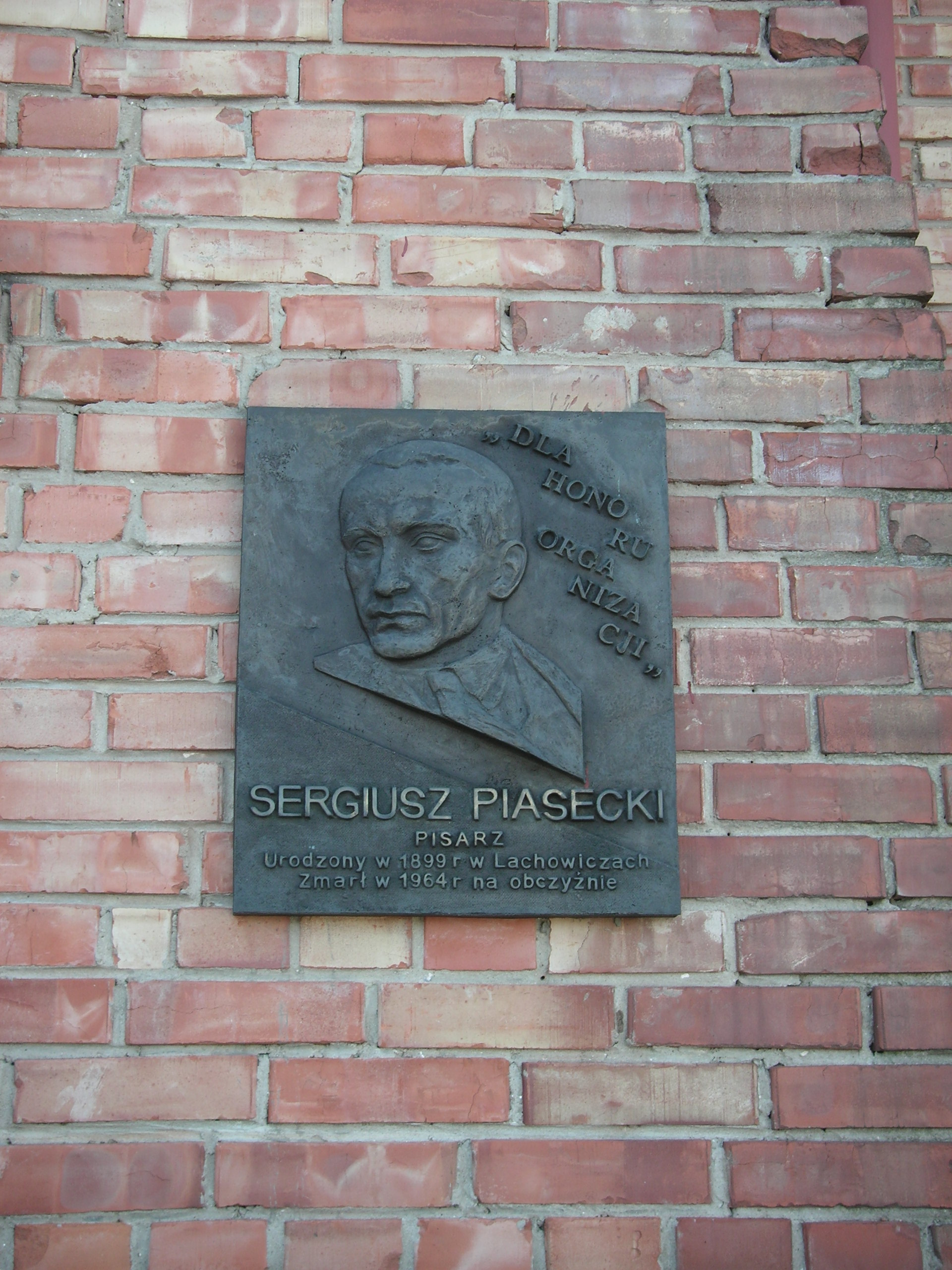
Tablica pamiątkowa Sergiusza Piaseckiego na ścianie kościoła w Lachowiczach

### Powojenna emigracja

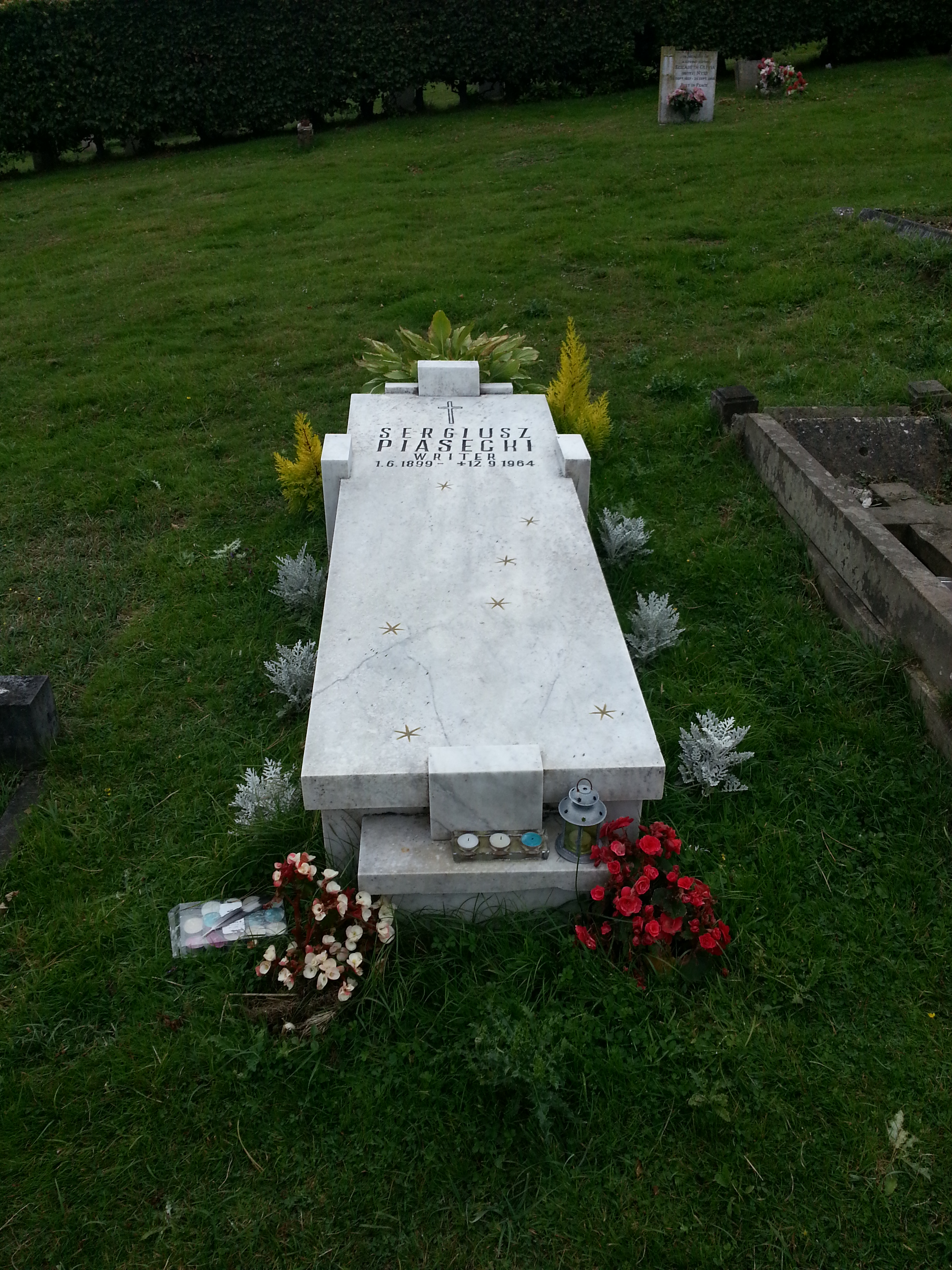
Grób Sergiusza Piaseckiego na cmentarzu w Hastings

Po zajęciu przez bolszewików Kresów Wschodnich przez rok przebywał w Polsce, ukrywając się przed Urzędem Bezpieczeństwa, który szukał go po liście, w którym bardzo krytycznie opisał sytuację kraju po 1945 r. W 1946 r. wraz ze złożoną z polskich żołnierzy w ubraniach cywilnych obsadą konwoju UNRRA wyjechał przez Cieszyn do Włoch, gdzie utrzymywał się z prac fizycznych. Próbował też z mizernym skutkiem uzyskać tantiemy z wydanych za granicą swoich książek. Znowu pomógł mu Melchior Wańkowicz, który poprosił gen. Władysława Andersa, by przyjęto Piaseckiego do II Korpusu, dzięki czemu wraz z wojskiem dostał się do Anglii. Na emigracji dużo pisał, m.in. odtworzył swoje więzienne książki zatrzymane przez cenzurę. Zajmował się też publicystyką polityczną. Był bezkompromisowym wrogiem ustroju komunistycznego i jego współpracowników. Dał temu wyraz, m.in. krytycznie oceniając Czesława Miłosza w pamflecie Były poputczik Miłosz. Tekst ten rozpętał burzę na łamach paryskiej Kultury. Niejednokrotnie surowo oceniał łagodną wobec ZSRR politykę państw Zachodu. W Wielkiej Brytanii żył w niezwykle skromnych warunkach. 12 września 1964 w walijskiej wsi Penley zmarł na raka. Pochowano go na cmentarzu w Hastings. Na nagrobku z białego marmuru umieszczono wizerunek konstelacji Wielkiej Niedźwiedzicy.
W 1995 roku TVP nakręciła film dokumentalny poświęcony pisarzowi Wspomnienia o Sergiuszu Piaseckim. Sylwetce i twórczości Piaseckiego poświęcony został jeden z odcinków cyklu Sądy przesądy. W powiększeniu (TVP, reż. Jarosław Rybicki), z udziałem historyków Krzysztofa Polechońskiego i Pawła Libery, wyemitowany w 2022 roku.

## Twórczość literacka
- Piąty etap – autobiograficzna powieść o pracy agenta wywiadu na radzieckim pograniczu (napisana w więzieniu w kwietniu 1934 r., pierwodruk w 1938 r. Towarzystwo Wydawnicze „Rój”)
- Drogą pod ściankę(inne języki) (także jako Drogą pod mur) – autobiografia z lat dzieciństwa i młodości (napisana w więzieniu, zaginęła, Piasecki odtworzył ją po latach pod zmienionym tytułem Żywot człowieka rozbrojonego)
- Kochanek Wielkiej Niedźwiedzicy – opis życia przemytników na pograniczu polsko-radzieckim (napisana w więzieniu w 1935 r., pierwodruk w 1937 r. Towarzystwo Wydawnicze „Rój”)
- Ruda Ewa(inne języki) – nowela (napisana w więzieniu w 1936 r.)
- Bogom nocy równi – kontynuacja Piątego etapu (1938, Towarzystwo Wydawnicze „Rój”). S. Piasecki, Bogom nocy równi, Gdańsk 1989, Towarzystwo Wydawnicze „Graf”
- Sto pytań pod adresem „obecnej” Warszawy(inne języki) – memoriał polityczny (pierwotnie był to list do tygodnika „Odrodzenie”, napisany 27 kwietnia 1946, nieopublikowany w kraju; wydanie jako broszura: Rzym, 1947)
- Trylogia złodziejska(inne języki), o środowisku przestępczym Mińska Litewskiego w latach 1918–1919 (Rzym, Instytut Literacki 1946-1947):
  - Jabłuszko(inne języki) 1946 r.
  - Spojrzę ja w okno…(inne języki) 1947 r.
  - Nikt nie da nam zbawienia…(inne języki) 1947 r.
- 7 pigułek Lucyfera – groteska o pierwszych latach Rzeczypospolitej po II wojnie światowej (Londyn, 1948)
- Strzęp legendy(inne języki) – nowela o losach okupacyjnych (Londyn, 1949)
- Zapiski oficera Armii Czerwonej – o okupacji Wilna i Lidy, oglądanej oczami sowieckiego wojskowego, satyra na radziecką propagandę, armię i państwo (Londyn, Gryf Publications 1957)
- Żywot człowieka rozbrojonego – losy zdemobilizowanego weterana wojny polsko-bolszewickiej (Londyn, B. Świderski(inne języki) 1962; pierwsza wersja utworu powstała w więzieniu w 1935 r.)
- Adam i Ewa(inne języki) – trudna miłość dwojga bohaterów wkomponowana w wojenną zawieruchę na Wileńszczyźnie w 1939 r. (pierwodruk jako prasowa powieść w odcinkach, 1963)
- Wieża Babel – lata okupacji i walki podziemnej na Wileńszczyźnie (oba tomy Londyn, Polska Fundacja Kulturalna 1964)
  - Człowiek przemieniony w wilka(inne języki) – działalność na Kresach w latach 1939–1942
  - Dla honoru Organizacji(inne języki) – działalność w Armii Krajowej w latach 1942–1943
  - na krótko przed śmiercią Piasecki rozpoczął prace nad trzecim tomem Wieży Babel, który miał zamknąć lata 1943–1945

Wszystkie jego utwory objęte były w PRL od 1951 r. zapisem cenzury i podlegały natychmiastowemu wycofaniu z bibliotek.

### Adaptacje twórczości
Na kanwie powieści Kochanek Wielkiej Niedźwiedzicy w 1971 r. nakręcono film w reżyseii Valentino Orsiniego, a w 1983 r. – serial w reżyserii A.G. Majano. W Polsce, w 1985 r. reżyser Włodzimierz Olszewski nakręcił film Przemytnicy. Spektakl Zapiski oficera Armii Czerwonej w adaptacji Ryszarda Krzyszychy w 1992 r. był wystawiany w teatrze w Częstochowie, a w reżyserii Krzysztofa Wojciechowskiego został sfilmowany na potrzeby Teatru Telewizji. Na podstawie Żywota człowieka rozbrojonego Krzysztof Gruber wyreżyserował w 1993 r. trzyodcinkowy serial telewizyjny.

## Upamiętnienie
Postać Sergiusza Piaseckiego upamiętnia tablica na wystawie batalionu „KOP” w Muzeum Obrony Wybrzeża w Helu.